# Dacus inflatus
Dacus inflatus är en tvåvingeart som beskrevs av Munro 1939. Dacus inflatus ingår i släktet Dacus och familjen borrflugor. Inga underarter finns listade i Catalogue of Life.